# Leibniz-Zentrum für Informatik

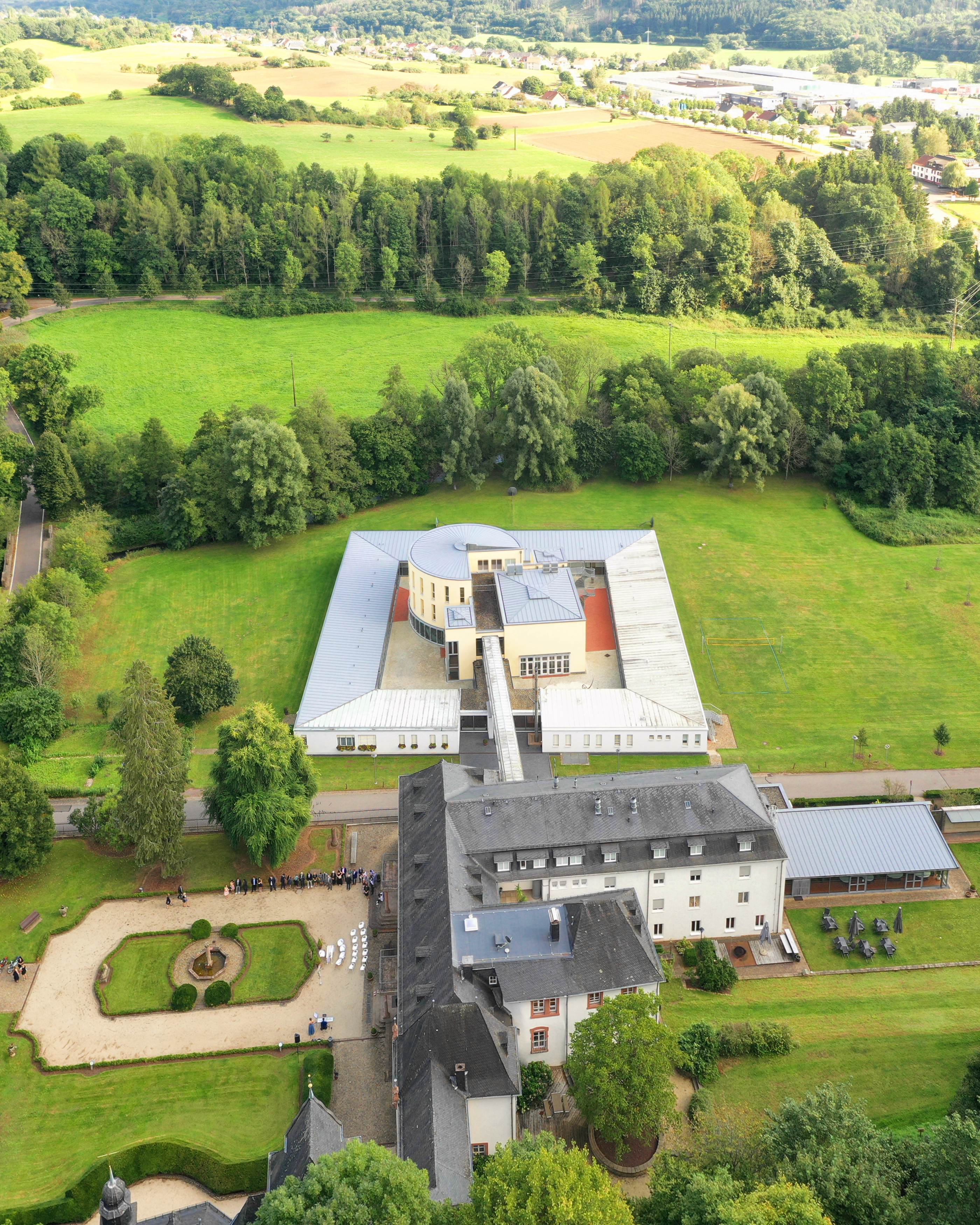
Leibniz-Zentrum für Informatik

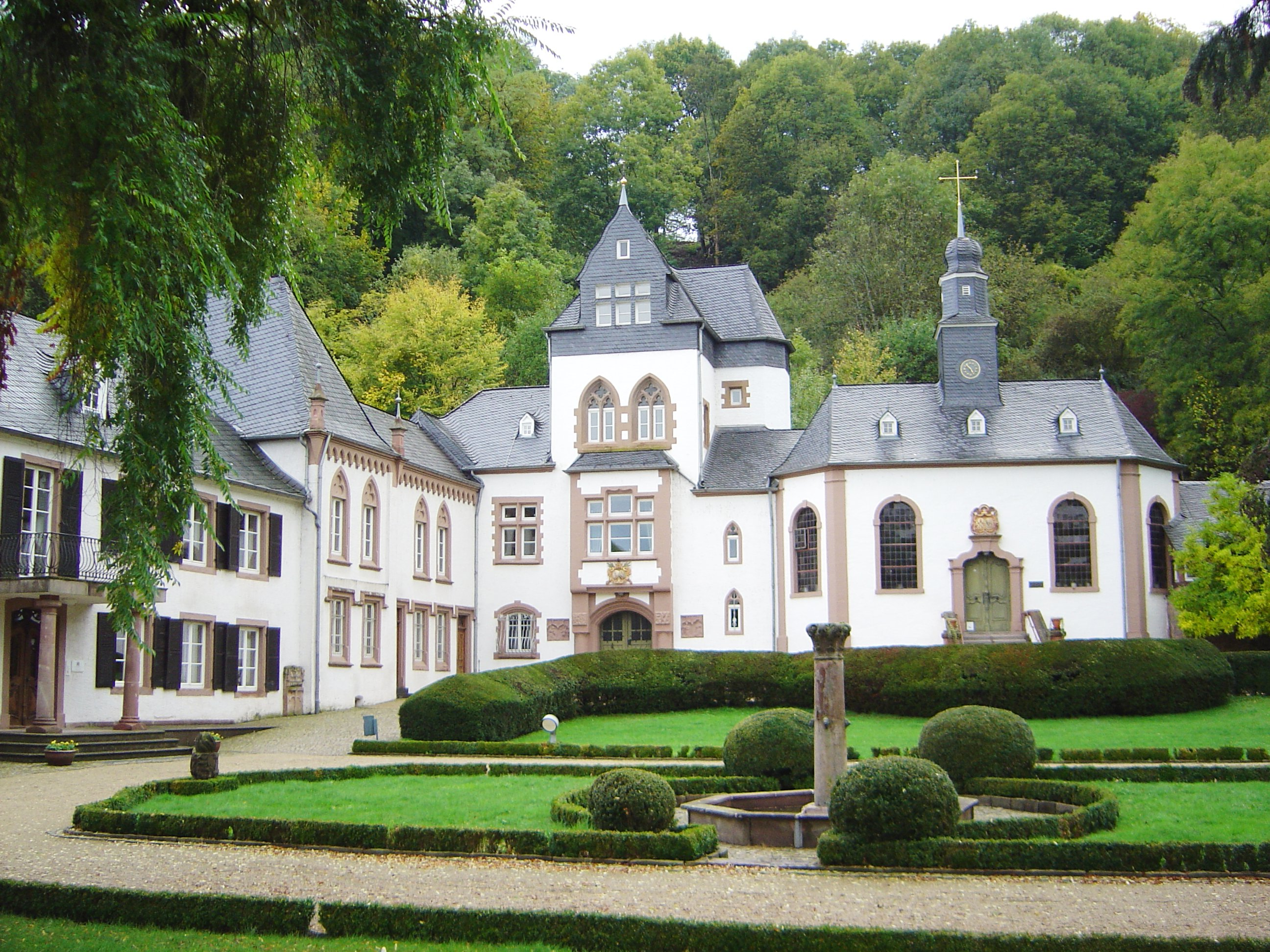
Schloss Dagstuhl

Das Leibniz-Zentrum für Informatik (LZI) auf Schloss Dagstuhl in Wadern im Saarland wurde 1989 gegründet. Bis April 2008 lautete der Name des Zentrums:  Internationales Begegnungs- und Forschungszentrum für Informatik (IBFI), heute lautet er Schloss Dagstuhl – Leibniz-Zentrum für Informatik. Das LZI ist Mitglied der Leibniz-Gemeinschaft und wird hauptsächlich durch Bund und Länder grundfinanziert.

## Geschichte
Seit 1990 beherbergt das Schloss Dagstuhl in Wadern das Leibniz-Zentrum für Informatik (vormals Internationales Begegnungs- und Forschungszentrum für Informatik (IBFI)). 1993 erhielt das über 200 Jahre alte Gebäude einen modernen Anbau mit weiteren Gästezimmern, Konferenzräumen und einer Bibliothek. 2012 wurde ein weiterer Neubau mit 7 Gästezimmern eröffnet. Seit dem 1. Januar 2005 ist das LZI Mitglied der Leibniz-Gemeinschaft.

## Ziele und Aufgaben
Das LZI fördert die Informatik, indem es hochkarätige Seminare zu aktuellen Informatikthemen ausrichtet. Die Seminare werden nach Begutachtung durch das wissenschaftliche Direktorium eingerichtet und führen persönlich eingeladene akademische und industrielle Forscher aus der ganzen Welt zu aktuellen Informatikthemen zusammen.
Daneben bietet das Zentrum Forschungsgruppen, Summerschools, Graduiertenkollegs und Einzelpersonen die Möglichkeit Workshops, Fortbildungsveranstaltungen und Klausurtagungen durchzuführen. In jedem Jahr treffen sich ca. 3500 Forscher auf fast 100 Veranstaltungen. Das Zentrum verfügt über eine exzellente Informatikfachbibliothek.

## Gesellschafter
Das Leibniz-Zentrum für Informatik ist eine Gemeinnützige GmbH mit den Gesellschaftern:
- Gesellschaft für Informatik e. V.
- Universität des Saarlandes
- Rheinland-Pfälzische Technische Universität Kaiserslautern-Landau
- Karlsruher Institut für Technologie
- Technische Universität Darmstadt
- Universität Stuttgart
- Universität Trier
- Johann Wolfgang Goethe-Universität in Frankfurt am Main
- Centrum Wiskunde & Informatica, Niederlande
- Institut National de Recherche en Informatique et en Automatique, Frankreich
- Max-Planck-Gesellschaft zur Förderung der Wissenschaften e. V.

## Förderung
Das Leibniz-Zentrum für Informatik (LZI), Schloss Dagstuhl, wurde bis Ende 2005 von den Bundesländern Saarland und Rheinland-Pfalz finanziert und von zahlreichen Förderern aus Industrie sowie von Verlagen gefördert. Seit 2006 wird Schloss Dagstuhl als Mitglied des Leibniz-Gemeinschaft durch Bund und Länder finanziert.
Seit 2014 gibt es einen Verein zur Förderung von Schloss Dagstuhl – Leibniz-Zentrum für Informatik e. V.